# ÖBB 998

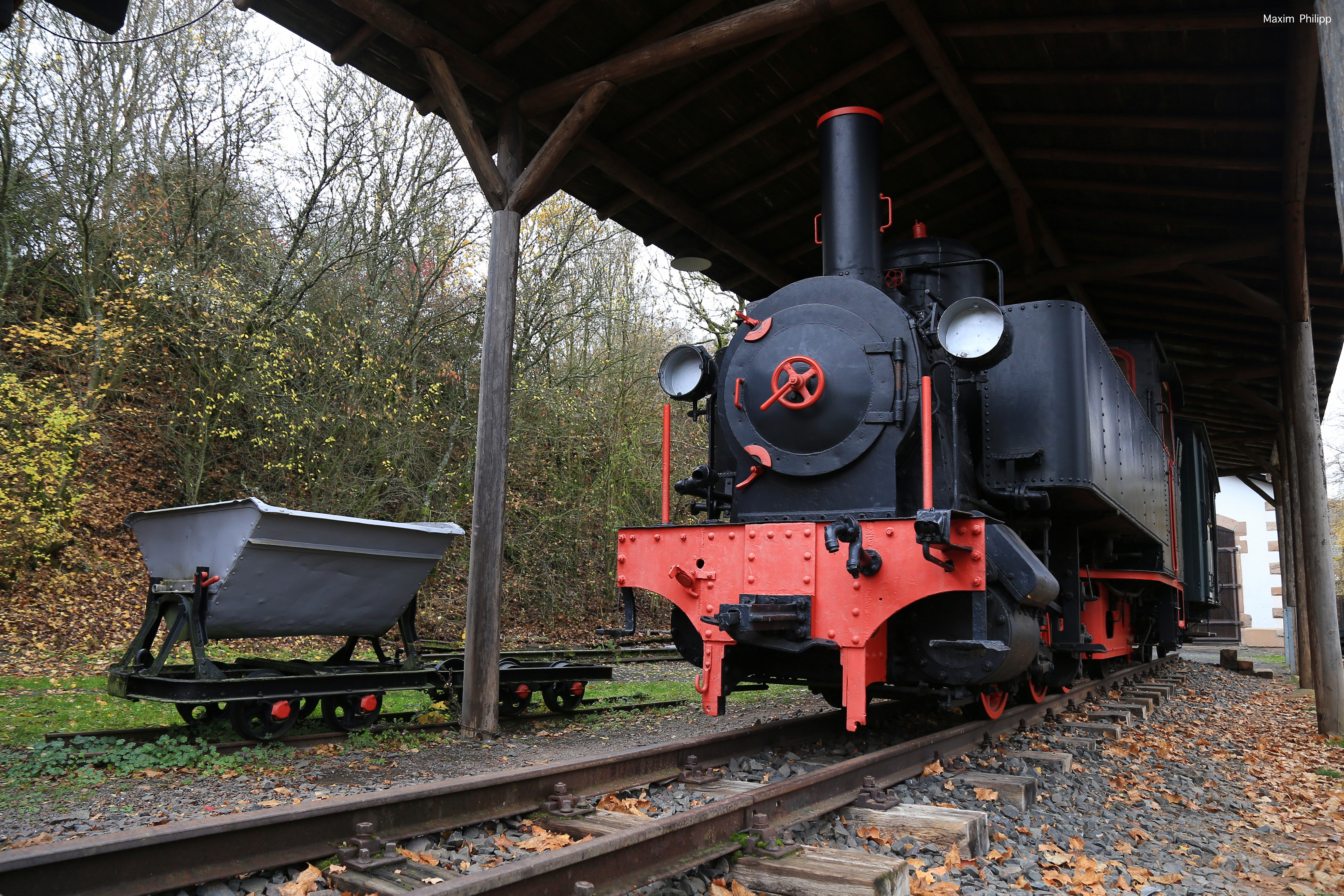
Kreuznacher Kleinbahnen – Lok 1 (II) bzw. ÖBB 998.01 an ihrem Museumsstandort in Bockenau (2020)

Die ÖBB 998.01 war eine Schmalspur-Dampflokomotive der ÖBB mit einer Spurweite von 760 mm.
Sie wurde 1920 von Krauss in München mit einer Spurweite von 750 mm für die
Kreis Kreuznacher Kleinbahnen gebaut, wo sie bis zu deren Stilllegung im Jahr 1936 mit der Betriebsnummer 1 (Zweitbesetzung) im Einsatz stand.
Die Nassdampf-Lokomotive mit der Achsfolge C1t ähnelt in ihrer Bauweise mit Flachschiebern an den Dampfzylindern und einem Außenrahmen um die Feuerbüchse dem Erscheinungsbild zahlreicher wesentlich älterer Krauss-Konstruktionen wie zum Beispiel der österreichischen Reihe U.
Während des Zweiten Weltkrieges kam sie über die deutsche Heeresfeldbahn mit der Nummer 11200 in das Gebiet des heutigen Österreich.
Hier verblieb die C1t-Lokomotive auch nach 1945, wo sie auf der Pinzgaubahn zwischen Zell am See und Krimml im Einsatz stand.
In den 60er Jahren abgestellt, wurde sie erst 1973 formell ausgemustert.
Danach wurde sie von den Aktivisten der Museumsbahn Gurktalbahn erworben und in weiterer Folge an das Eisenbahnmuseum Bockenau im Landkreis Bad Kreuznach verkauft.